# Hans Avé-Lallemant

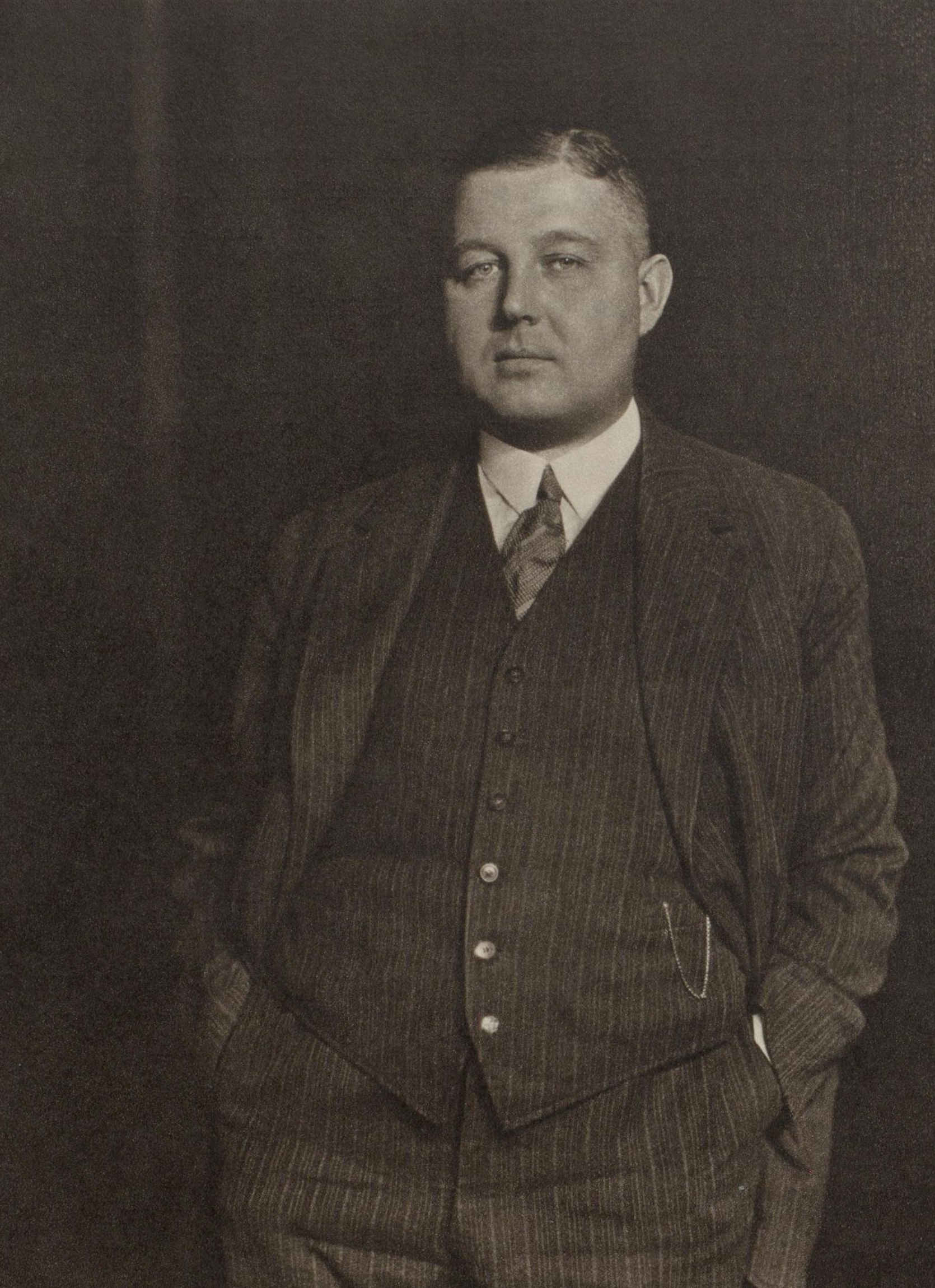
Hans Avé-Lallemant

Hans Avé-Lallemant (* 15. Juli 1888 in San Cristóbal, Venezuela; † 4. Mai 1945 in Berlin) war ein deutscher Unternehmensleiter. Er war ab 1922 zweiter Direktor, ab 1936 Vorstandsvorsitzender der Feldmühle Papier- und Zellstoffwerke Aktiengesellschaft.  

## Leben
Sein Vater Johannes Avé-Lallemant (* 1855; † 1911) war ein Hamburger Kaufmann, der in Venezuela tätig war. Seine Mutter Ana Maria Boué war Venezolanerin, Tochter eines Kaufmanns. Hans Avé-Lallemant wuchs in Venezuela auf und besuchte später in Hamburg die Gelehrtenschule des Johanneums und in Breslau das Friedrichsgymnasium. Nach einer kaufmännischen Lehre in Hamburg und Wehrdienst als Einjährig-Freiwilliger 1909/1910 beim Dragoner-Regiment „König Friedrich III.“ Nr. 8 in Oels sammelte er Auslandserfahrungen als kaufmännischer Volontär in Paris und in den USA. 
1912 trat er eine Stelle bei der Vulcanwerft in Hamburg an, wechselte aber bereits 1913 als Prokurist zur Vulcanwerft in Stettin. Im Ersten Weltkrieg diente er von 1914 bis 1916 als Leutnant der Reserve und wurde mit dem Eisernen Kreuz I. Klasse ausgezeichnet. Er kam aber im Sommer 1916 auf seine Stelle bei der Vulcanwerft in Stettin zurück, auf der er bis 1922 blieb. 
1922 wurde er zweiter Direktor der Feldmühle Papier- und Zellstoffwerke Aktiengesellschaft, des seinerzeit größten deutschen Papierherstellers mit Sitz in Stettin. 1936 wurde er Vorstandsvorsitzender der Gesellschaft. Ferner war er ab 1923 Honorarkonsul Venezuelas in Stettin. 1938 verlegte Feldmühle den Unternehmenssitz von Stettin nach Berlin. Während des Zweiten Weltkriegs wurde Avé-Lallemant mit dem Kriegsverdienstkreuz I. Klasse und mit dem Ritterkreuz I. Klasse des Ordens des Löwen von Finnland ausgezeichnet. 
Hans Avé-Lallemant war in erster Ehe mit Else Nebel, der Tochter eines Sanitätsrates, verheiratet. Nach ihrem Tod heiratete er 1923 Waldlieb von Ramin, Tochter des Eduard von Ramin aus der pommerschen uradligen Familie von Ramin. Von 1925 bis 1938 lebte  Avé-Lallemant mit seiner Familie in Brunn bei Stettin in dem Raminschen Herrenhaus, dem sogenannten Schloss Brunn. 1938 zog er mit seiner Familie von Brunn nach Berlin-Dahlem. 
In Berlin wurde Hans Avé-Lallemant gegen Ende des Zweiten Weltkriegs durch plündernde Rotarmisten erschossen. Seine Witwe überlebte ihn um fast 50 Jahre. Sein Sohn Eberhard Avé-Lallemant wurde Privatdozent für Philosophie in München.